# Liste von Magazinen für homosexuelle Frauen
Diese Liste von Magazinen für homosexuelle Frauen enthält existierende oder eingestellte Periodika für lesbische Frauen.

## A
- Amazora – Zeitung von und für Lesbenfrauen: (Deutschland, 1990–2000) Berlin, zweijährige Pause von 1993 bis 1995
- Azade: (Deutschland, 1985–1988) Göttingen

## B
- BIF – Blätter Idealer Frauenfreundschaft: (Deutschland, vermutlich 1926–1927)

## C
- Curve: (USA) seit 1990. Meistverkauftes Magazin für eine lesbische Leserschaft in den Vereinigten Staaten.

## D
- Das Freundschaftsbanner: (Schweiz, 1932–1937)
- Die Freundin: (Deutschland, 1924–1933) Weltweit erste lesbische Zeitschrift, 1933 verboten.
- die - Lesbenzeitschrift: (Schweiz, 1996–2003) Nachfolgezeitschrift der „Frau ohne Herz“[1]
- DIVA: (Großbritannien)

## E
- Escape: (Deutschland, ab 2005?), Hamburger Magazin für Lesben
- Ella - das Lesbenforum: (Schweiz, 1979–?)[2]
- else wohin: (Deutschland, ab 1985), Osnabrück, zweimonatlich

## F
- frau anders: (Deutschland, Jena, 1989–1993)
- Frauenliebe: (Deutschland, 1926–1931)
- Frauen Liebe und Leben: (Deutschland, 1928, kurzzeitiger Alternativtitel der Frauenliebe)
- Frau Ohne Herz: (Schweiz, 1984–1995) Namensänderung 1984 der Lesbenfront[1]
- Furia: (Polen, 2009–2012)
- Furii Pierwszej: (Polen, 1997–2001)

## G
- Garçonne: (Deutschland, 1930–1932, Nachfolgetitel der Frauenliebe)

## I
- Ihrsinn: (Deutschland, 1990–2004)  radikalfeministische Lesbenzeitschrift aus Bochum
- In Femme: (Deutschland, 1992–1996) Leipzig, Monatsblatt

## K
- Die Krätze: (Deutschland, ab 1986) Münster
- Die Krampfader: (Deutschland, ab 1986) Kassel, vierteljährlich

## L
- Ledige Frauen: (Deutschland, 1928–1929, vorübergehender Alternativtitel für Die Freundin)
- Lesbenfront: (Schweiz, 1975–1984) Vorgängermagazin der Frau Ohne Herz[1]
- Lesbenstich: (Deutschland, 1980–1993)
- Lesbenpresse: (Deutschland, 1975–1982) lesbisch-feministische Zeitschrift mit radikal-separatistischer Ausrichtung.
- Lesbia: (Frankreich, 1982–1989) unregelmäßig erschienene Monatszeitschrift aus Paris
- Lespress – das andere Frauenmagazin: (Deutschland, 1995–2006)
- Liebende Frauen: (Deutschland, 1926–1931, Alternativtitel der Frauenliebe)
- L-Mag: (Deutschland, seit 2003)

## O
- On Our Backs: (USA, seit 1984), erstes lesbisches Sexmagazin

## S
- Sappho kurier(t): (Deutschland, ab 1983) Hamburger Lesbenzeitung
- Skipper: Magazin für lesbische Lebensfreude: (Schweiz, 2004–2005) Nachfolgezeitschrift der „die“[1]
- Straight: (Deutschland, 2015–?)

## T
- The Ladder: (USA, 1956 bis 1972) Erstes regulär erschienenes lesbisches Periodikum in den USA.

## U
- UKZ – Unsere kleine Zeitung: (Deutschland, 1975–2001)

## V
- Vice Versa (USA, erste lesbische Zeitschrift der USA, 1947–1948)
- Vlasta, fictions/utopies amazoniennes (Französisch-kanadische Zeitschrift für lesbische Literatur, 1983–1984)

## W
- Wir Freundinnen: (Deutschland, 1951–1952)